# الأمر بالمعروف والنهي عن المنكر
الأمر بالمعروف والنهي عن المنكر من الأمور الواجبة في الدين الإسلامي، بنصوص الكتاب والسنة وإجماع الأمة، وهي من النصيحة التي هي الدين، جاء في كتب اللغة أن المعروف: ما يستحسن من الأفعال، وكلّ ما تعرفه النفس من الخير وتطمئن إليه.
والمنكر: كل ما قبّحه الشرع وحرّمه وكرّهه.
وقيل عن المعروف: هو اسم لكلِّ فعل يُعْرَف بالعقل أو الشرع حسنه. والمنكر: ما ينكر بهما،  أي كل فعل تحكم العقول الصحيحة بقبحه أو تتوقف في استقباحه واستحسانه، فتحكم بقبحه الشريعة. وجاء في مجمع البيان أنّ المعروف: الطاعة، والمنكر: المعصية. وجاء في تعريف الحسبة عند الإمام الماوردي في كتابه الأحكام السلطانية: «أنه أمر بالمعروف إذا ظهر تركه ونهي عن المنكر إذا ظهر فعله».

## الهدف
لا يختص الأمر بالمعروف والنهي عن المنكر بمورد من الموارد، ولا مجال من المجالات، بل هو شامل لجميع ما جاء به الاسلام من مفاهيم وقيم، فهو شامل للتصورات والمبادئ التي تقوم على أساسها العقيدة الإسلامية، وشامل للموازين والقيم الاِسلامية التي تحكم العلاقات الإنسانية، وشامل للشرائع والقوانين، وللأوضاع والتقاليد، وبعبارة اُخرى هو دعوة إلى الاسلام عقيدة ومنهجاً وسلوكاً ؛ بتحويل الشعور الباطني بالعقيدة إلى حركة سلوكية واقعية، وتحويل هذه الحركة إلى عادة ثابتة متفاعلة ومتصلة مع الأوامر والإرشادات الاِسلامية، ومنكمشة ومنفصلة عن مقتضيات النواهي الاِسلامية.